# Castel Wartenstein
Castel Wartenstein (in tedesco Burg Wartenstein) è un castello che si trova nel comune austriaco di Raach am Hochgebirge nel distretto di Neunkirchen, in Bassa Austria.

## Storia

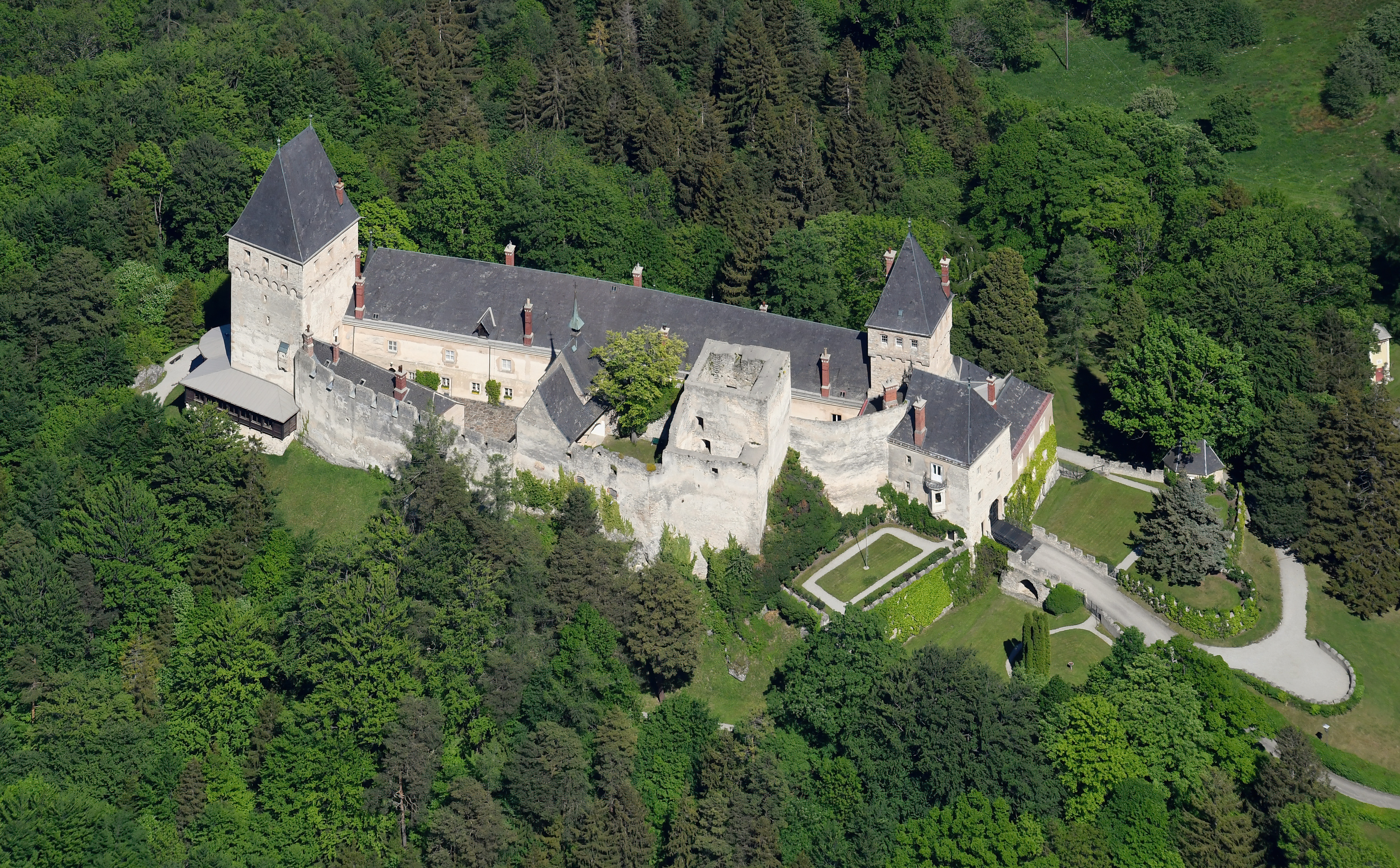
Immagine aerea di castel Wartenstein

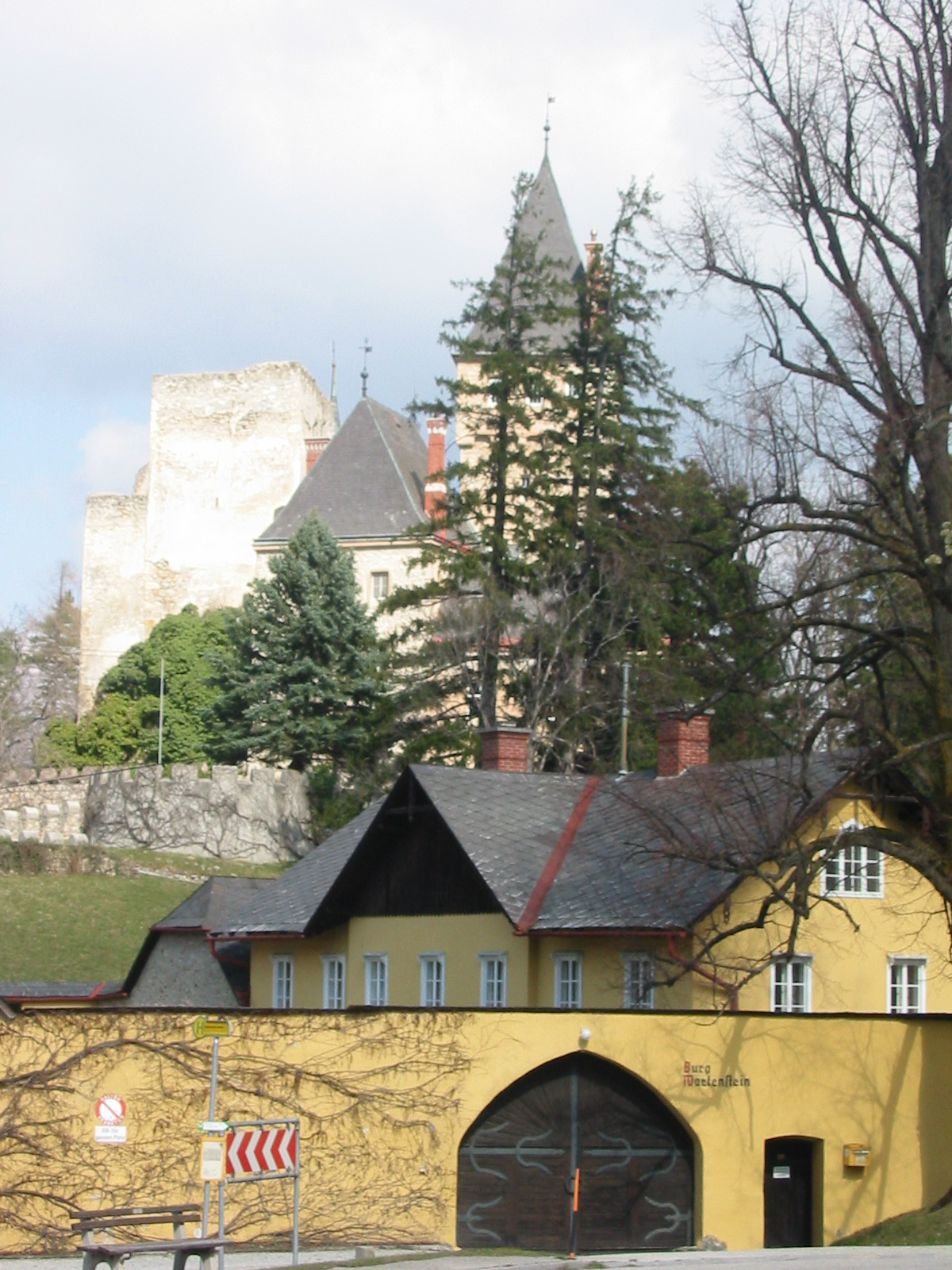
Accesso

Il castello di Wartenstein fu costruito attorno al XII secolo per proteggere un'antica via commerciale. Durante il secolo successivo venne ampliato su iniziativa della famiglia Stubenberger. Federico III d'Asburgo ne acquisì la proprietà nel XV secolo. Con l'invasione dei turchi, nel 1529, venne distrutto e oltre un secolo più tardi ricostruito. Subì nuovamente enormi danni con l'arrivo dell'esercito francese poi ancora una volta restaurato dai Liechtenstein. Subì devastazioni durante la seconda guerra mondiale quindi ancora una volta ricostruito nel 1957 dalla Wenner-Gren Foundation for Anthropological Research diventando sede per congressi scientifici

## Descrizione
La struttura ha forma tipicamente difensiva con un lungo cortile allungato racchiuso dagli edifici con torri. Il mastio in stile romanico è ben conservato. Nel castello è presente una cappella in stile gotico.